# Niki Zimling
Niki Dige Zimling (* 19. dubna 1985, Tårnby, Dánsko) je dánský fotbalista a reprezentant, který od roku 2014 hostuje v nizozemském týmu AFC Ajax z německého klubu 1. FSV Mainz 05. Hraje na postu defenzivního záložníka. Mimo Dánska hrál v Nizozemsku, Německu, Itálii a Belgii.
V roce 2006 získal v Dánsku ocenění „Talent roku do 21 let“.

## Klubová kariéra
Působil postupně v dánských klubech Brøndby IF a Esbjerg fB, odkud odešel do italského Udinese Calcio. Druhou sezónu šel hostovat do nizozemského týmu NEC Nijmegen. Od roku 2011 hrál dva roky v belgickém Club Brugge KV, v roce 2013 podepsal čtyřletou smlouvu s německým bundesligovým mužstvem 1. FSV Mainz 05.
V závěru letního přestupového okna 1. září 2014 odešel na hostování do nizozemského AFC Ajax s opcí na přestup.

## Reprezentační kariéra
Zimling hrál za dánské reprezentační výběry od kategorie do 16 let včetně výběru do 21 let. Reprezentoval svou krajinu na Mistrovství Evropy hráčů do 21 let 2006 v Portugalsku, kde Dánsko skončilo po remízách s Itálií (3:3) a Nizozemskem (1:1) a prohře s Ukrajinou (1:2) se dvěma body na poslední čtvrté příčce základní skupiny B.

### A-mužstvo
V A-týmu Dánska zažil debut 6. února 2008 v přátelském utkání s domácím Slovinskem. Byla to vítězná premiéra, Dánsko porazilo svého soupeře 1:2. Zimling šel na hřiště v 66. minutě.
První gól za seniorskou reprezentaci vstřelil v kvalifikačním utkání na MS 2014 s Českou republikou na Andrově stadionu v Olomouci 22. března 2013. V 82. minutě zvyšoval na 3:0 pro hosty, tímto výsledkem Dánsko porazilo ČR. Nastoupil v základní sestavě i v dalším kvalifikačním utkání 26. března 2013 v Kodani proti hostujícímu Bulharsku, které skončilo remízou 1:1. Dánsko získalo z 5 zápasů jen 6 bodů a kleslo na čtvrté místo za Českou republiku.
Účast Niki Zimlinga na vrcholových turnajích:
- EURO 2012 v Polsku a Ukrajině – základní skupina B

#### EURO 2012
Niki hrál i na Euru 2012, kde se Dánsko střetlo v základní skupině B („skupina smrti“ – nejtěžší základní skupina na turnaji) postupně s Nizozemskem (9. června, výhra 1:0), Portugalskem (13. června, prohra 2:3) a Německem (17. června, prohra 1:2). Zimling nastoupil ke všem třem utkáním v základní sestavě, ale proti Portugalsku byl již po 16 minutách stažen z hrací plochy. Dánsko získalo celkem 3 body a umístilo se na třetí příčce ve skupině, což na postup do čtvrtfinále nestačilo.

### Reprezentační góly
Góly Niki Zimlinga v A-mužstvu Dánska
| 010                | 22. 3. 2013 | Andrův stadion, Olomouc, Česko | Česko | 00:3 0(82.) | 0:3 | kvalifikace na MS 2014 |
| Platí k 1. 9. 2014 |             |                                |       |             |     |                        |